# Demokratisch Aktie Centrum
Het Demokratisch Aktie Centrum (DAC) was een Nederlandse politieke partij. De partij is in 1974 onder de naam Progressief Liberaal Aktie Centrum (PLAC) begonnen binnen D'66, en is in 1975 van naam gewijzigd. Het DAC deed in 1977 mee aan de Tweede Kamerverkiezingen.

## Geschiedenis

### Pogingen tot samenwerkingspartij
Na slechte verkiezingsresultaten voor D'66 in 1972, 1973 en 1974, gingen er stemmen op om de partij op te heffen. In de aanloop naar het partijcongres van september 1974 werd het Progressief Liberaal Aktie Centrum opgericht door vijftien partijleden, waaronder Kamerlid Erwin Nypels. Ook Utrechts wethouder Henk Zeevalking en Kamerlid Govert Nooteboom waren vroeg betrokken bij de groep. Het PLAC zou de opvolger van D'66 moeten worden. Zij wilde het liberalisme in Nederland meer gestalte geven, dat zij te weinig terugzag in de te conservatieve VVD.
Op het D'66-congres stemde een meerderheid voor opheffing, maar werd niet de benodigde tweederdemeerderheid behaald. Een ander voorstel, dat onder aanvoering van PLAC werd gedaan, was het oprichten van de nieuwe partij. Dit voorstel was opgenomen in een motie vanuit de provinciale afdeling Zeeland, maar werd wegens een gebrek aan steun geschrapt. De beslissing over opheffing zou een jaar worden uitgesteld. Het PLAC vond een verdere voorzetting van D'66 absurd, omdat zij die partij een te onduidelijke en te weinig onderscheidende politiek vond hebben.
Het PLAC zocht, naast met D'66'ers, contact met leden van andere partijen, om discussies over de politieke verhoudingen te houden. Het ging hierbij met name om DS'70, de groep-De Zeeuw, het Democratisch Centrum Nederland en de Liberaal Democratische Partij (LDP).
In juni 1975 werd het PLAC hernoemd naar het Demokratisch Aktie Centrum. Het DAC organiseerde op 25 oktober 1975 een eigen congres, om tot een fusie van D'66 en de bovengenoemde vier partijen te komen, de Vrijzinnig Democratische Partij (VDP). Bij D'66 zou er echter in november pas een besluit komen over haar opheffing. DS'70 zag het DAC vooral als contactplatform, en voelde niks voor deelnemen aan een partij. De LDP was voor de vorming van zo'n fusiepartij, maar vond het tijdstip voorbarig. De groep-De Zeeuw had geen spreker gestuurd naar het congres, en gaf enkele dagen later aan niet mee te doen.
Op het D'66-congres van november dat jaar werd de aanzet gegeven tot weer een zelfstandige deelname aan de verkiezingen van 1977. Ook zou de partij een meer liberale inslag krijgen. De motie voor samenwerking in het DAC werd wegens een gebrek aan steun ingetrokken. Ook DS'70, dat eerder open stond voor een eventuele fusie, besloot in 1976 weer zelfstandig mee te doen aan de volgende verkiezingen.
Hiermee leek de doelstelling van het DAC mislukt. Er was geen steun vanuit andere partijen, en van een daadwerkelijke oprichting van de VDP kwam het niet. Na het D'66-congres was er weinig activiteit binnen het DAC. Inmiddels waren de leidende figuren met andere zaken bezig: Zeevalking was staatssecretaris geworden, en Nypels ging bezig aan de heropbouw van D'66.

### Groep-Nooteboom
Govert Nooteboom stapte op 22 juni 1976 uit de Tweede Kamerfractie van D'66, en ging verder als eenmansfractie. Het partijbestuur royeerde hem vervolgens per 1 november als lid. Nooteboom was nog altijd lid van het DAC, en er werd besloten om, zelfstandig naast D'66 en DS'70, mee te doen aan de verkiezingen van 1977. Het DAC fuseerde op 12 februari 1977 met de Algemene Volkspartij, die was voortgekomen uit de groep-De Zeeuw. De naam werd gewijzigd naar Demokratisch Aktie Centrum – Vrijzinnig Demokraten, maar dit werd snel weer teruggedraaid. Nooteboom werd verkozen tot lijsttrekker van de fusiepartij. De nummer 2 werd de Surinaamse oud-minister Hendrik Soemodihardjo.
De partij ging de verkiezingen in met het motto "Verdraagzaamheid, tolerantie, en niet alles door de staat geregeld". In de campagne zette zij zich neer als vierde alternatief naast de conservatieve VVD, de dogmatische PvdA en het confessionele CDA. Bij de verkiezingen op 25 mei behaalde de partij 2150 stemmen, terwijl er zo'n 55.000 nodig waren voor een zetel. Na deze verkiezingsnederlaag, hief het DAC zichzelf in december dat jaar op.

## Leden
De leden van het DAC waren voornamelijk afkomstig uit D'66 en DS'70. In 1977 telde de partij ongeveer 500 leden.